# Nunca Desista: Ao Vivo No Estádio Prudentão
Nunca Desista - Ao Vivo No Estádio Prudentão é o terceiro álbum ao vivo da dupla sertaneja brasileira Munhoz & Mariano, lançado em 29 de setembro de 2014 pela Som Livre.

## CD

### Faixas
| N.º | Título                             | Compositor(es) | Duração |  |
| 1.  | "Copo na Mão"                      |                | 2:39    |  |
| 2.  | "Seu Bombeiro"                     |                | 2:57    |  |
| 3.  | "Bote Quente"                      |                | 3:23    |  |
| 4.  | "Longe Daqui" (Part. Luan Santana) |                | 3:31    |  |
| 5.  | "Dona Dilma"                       |                | 2:22    |  |
| 6.  | "Fantasia"                         |                | 3:23    |  |
| 7.  | "Som de Porta-Mala"                |                | 3:15    |  |
| 8.  | "Fingimos Não Saber"               |                | 3:11    |  |
| 9.  | "Mamãe Passou Pimenta"             |                | 2:26    |  |
| 10. | "Homens Que Choram"                |                | 3:11    |  |
| 11. | "Pega Nada"                        |                | 2:23    |  |
| 12. | "Kit Kat" (Part. Thiaguinho)       |                | 3:06    |  |
| 13. | "Com o Criador"                    |                | 3:44    |  |
| 14. | "Nunca Desista"                    |                | 5:28    |  |

## DVD
O show de gravação do DVD era para ocorrer no dia 22 de fevereiro de 2014 mas foi cancelado por uma forte chuva e adiado para o dia 25 de fevereiro de 2014. Com uma megaestrutura, a dupla abriu a apresentação em Prudente, com fogos de artifício sincronizados aos mais de 600 metros quadrados de LED e 650 aparelhos de iluminação, que promoveram um verdadeiro show de cores. A música "Balada Louca", um dos grandes sucessos de Munhoz & Mariano, foi escolhida como a primeira da noite e não deixou ninguém parado. Entre as inéditas, além de "Copo na Mão", que já soma mais de 4,7 milhões de visualizações no Youtube, estão as animadas "Dona Dilma", "Seu bombeiro", "Bote Quente" e "Kit Kat", com a participação de Thiaguinho. Para os que curtem as mais românticas, estão no repertório "Longe Daqui", em parceria com Luan Santana, "Aí Complica", junto com Fred Liel, "Nunca Desista" e "Homens Que Choram".

### Faixas
| N.º | Título                             | Duração |  |
| 1.  | "Abertura"                         |         |  |
| 2.  | "Balada Louca"                     |         |  |
| 3.  | "Seu Bombeiro"                     |         |  |
| 4.  | "Briga na Boate"                   |         |  |
| 5.  | "Fantasia"                         |         |  |
| 6.  | "Bote Quente"                      |         |  |
| 7.  | "Dona Dilma"                       |         |  |
| 8.  | "Pega Nada"                        |         |  |
| 9.  | "Já Pegou Peguei"                  |         |  |
| 10. | "Copo na Mão"                      |         |  |
| 11. | "Som de Porta-Mala"                |         |  |
| 12. | "Kit Kat" (Part. Thiaguinho)       |         |  |
| 13. | "Fingimos Não Saber"               |         |  |
| 14. | "Homens Que Choram"                |         |  |
| 15. | "Mamãe Passou Pimenta"             |         |  |
| 16. | "Longe Daqui" (Part. Luan Santana) |         |  |
| 17. | "Taca Fogo na Muié"                |         |  |
| 18. | "Pantera Cor-de-Rosa"              |         |  |
| 19. | "Com o Criador"                    |         |  |
| 20. | "Nunca Desista"                    |         |  |

| DVD Extras |                                             |         |  |
| N.º        | Título                                      | Duração |  |
| 21.        | "Vai Ficar Louca" (Part. Thiago & Graciano) |         |  |
| 22.        | "Aí Complica" (Part. Fred Liel)             |         |  |